# Evale Futebol Clube
El Evale Futebol Clube, usualmente llamado Evale Fc o Evale, es un equipo de fútbol de Angola que juega en la Gira Angola. Su estadio es Estádio 11 de Novembro.

## Entrenadores
- Abel da Conceição (~2012-~2013)[3][4]
- Miguel João (~2014)[5]
- Miguel Kanhanga (~2017)[1]

## Palmarés
- Angola Provincial Stage (1): 2012